# Sciurotamias davidianus
Sciurotamias davidianus — вид гризунів родини Sciuridae. Вона є ендеміком Китаю, де широко зустрічається в скелястих середовищах існування у східній та центральній частинах країни. Ця переважно наземна вивірка загалом має тьмяно-оливково-сірий колір з блідішим низом, чітким блідим кільцем навколо очей і темною плямою на щоках. Її іноді плутають з досить іншою – але дуже мінливою за забарвленням – Callosciurus erythraeus; інтродуковану популяцію в Бельгії вперше помилково ідентифікували як скельну вивірку Папу Давида.